# Warnemünde
Warnemünde (IPA: [vaʁnəˈmʏndə],  poslech), úředním jménem Seebad Warnemünde, jsou přímořské lázně na pobřeží Baltského moře. Administrativně tvoří městskou čtvrť Rostocku. Leží při mořském ústí řeky Varnavy. Zdejší přístav patří co do počtu cestujících k nejvytíženějším přístavům světa.

## Historie
Město Warnemünde bylo založeno v roce 1200 a po dobu několika staletí bylo jenom malá rybářská vesnice s malým významem pro hospodářský a kulturní rozvoj v regionu. V roce 1323 bylo koupeno městem Rostock, aby si zajistil přístup k Baltskému moři. Teprve v 19. století se z Warnemünde začalo stávat důležité přímořské letovisko. Dnes má město asi 8 400 obyvatel.

## Obrazárna

Warnemünde
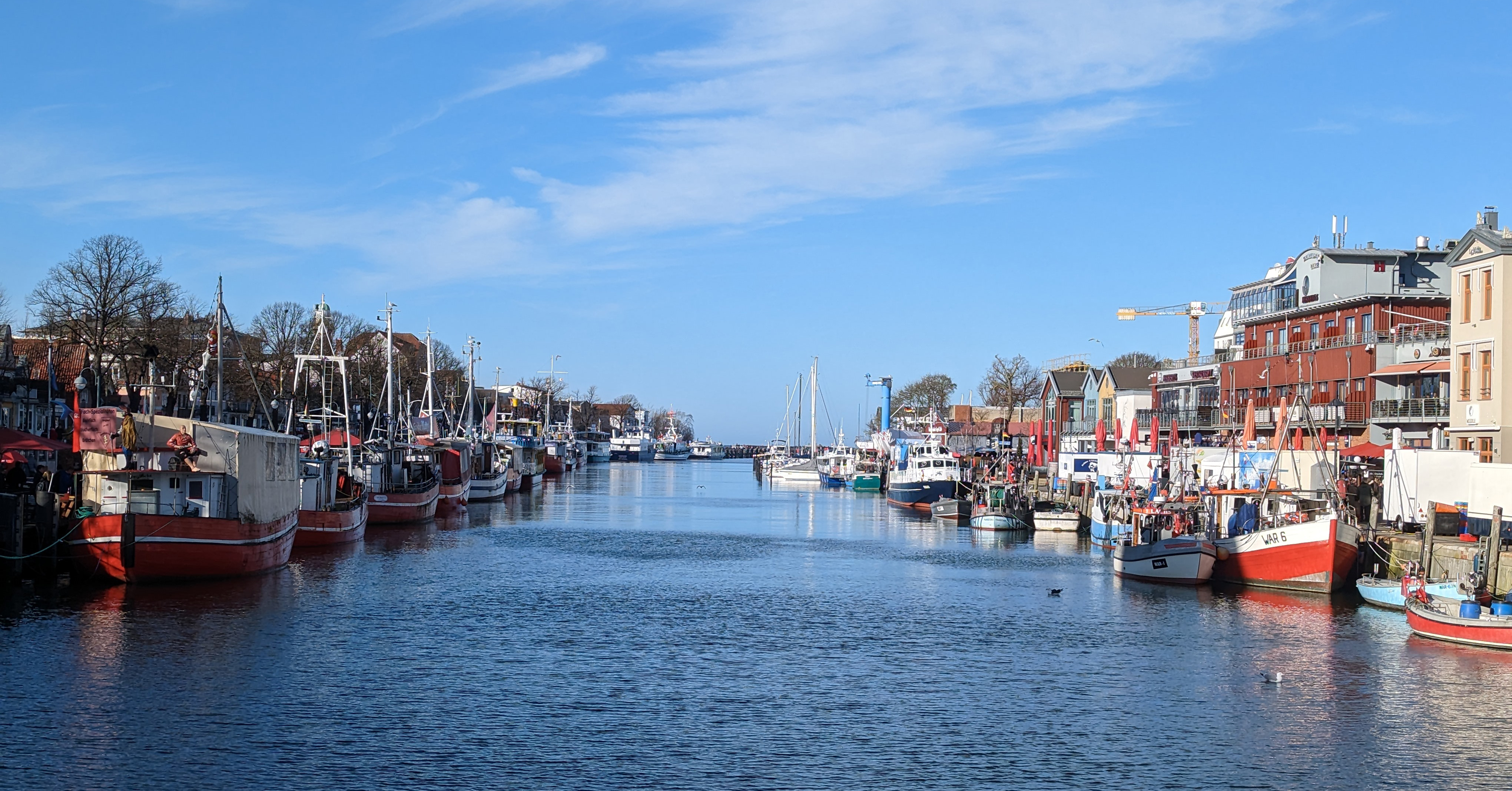
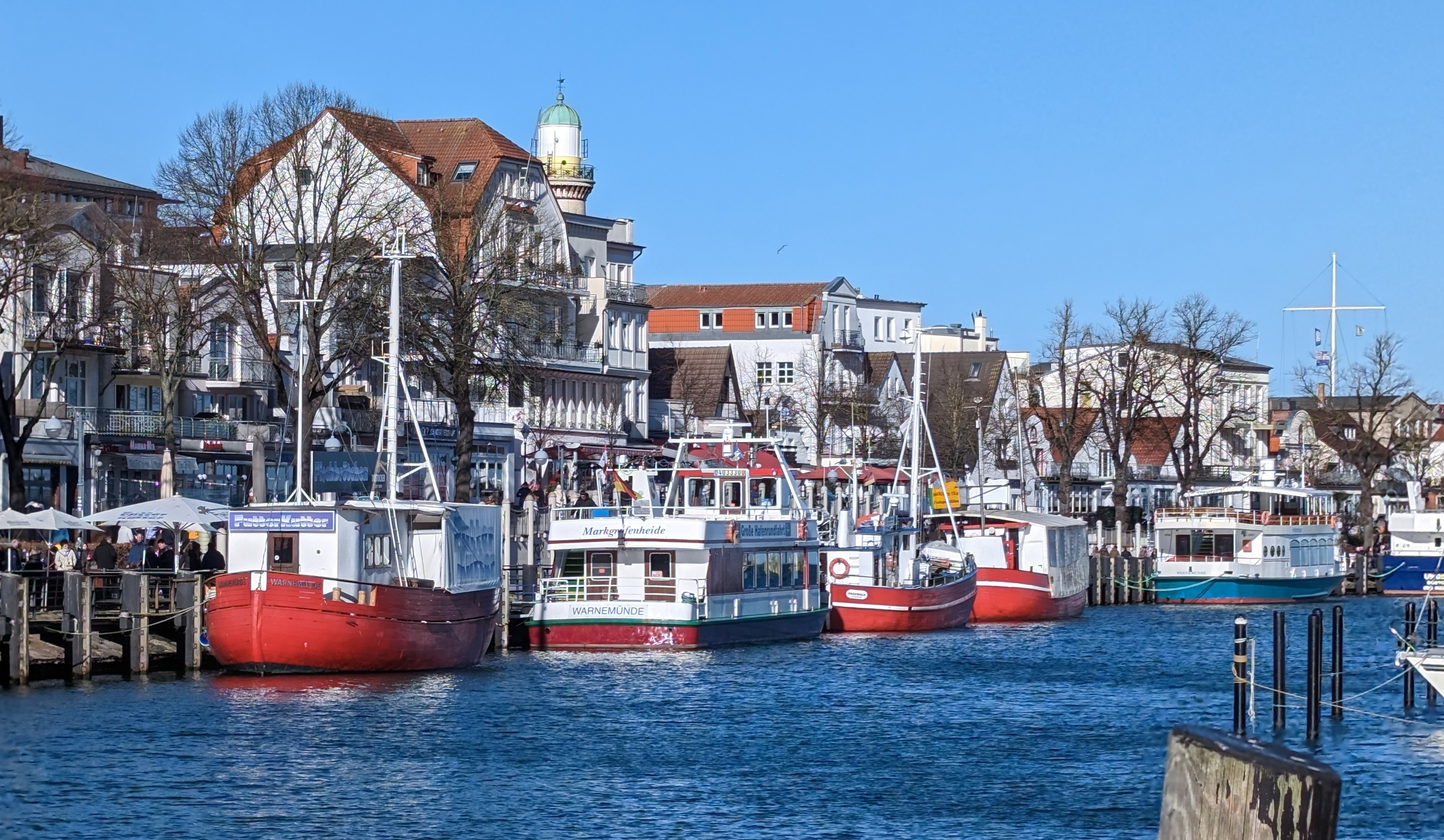
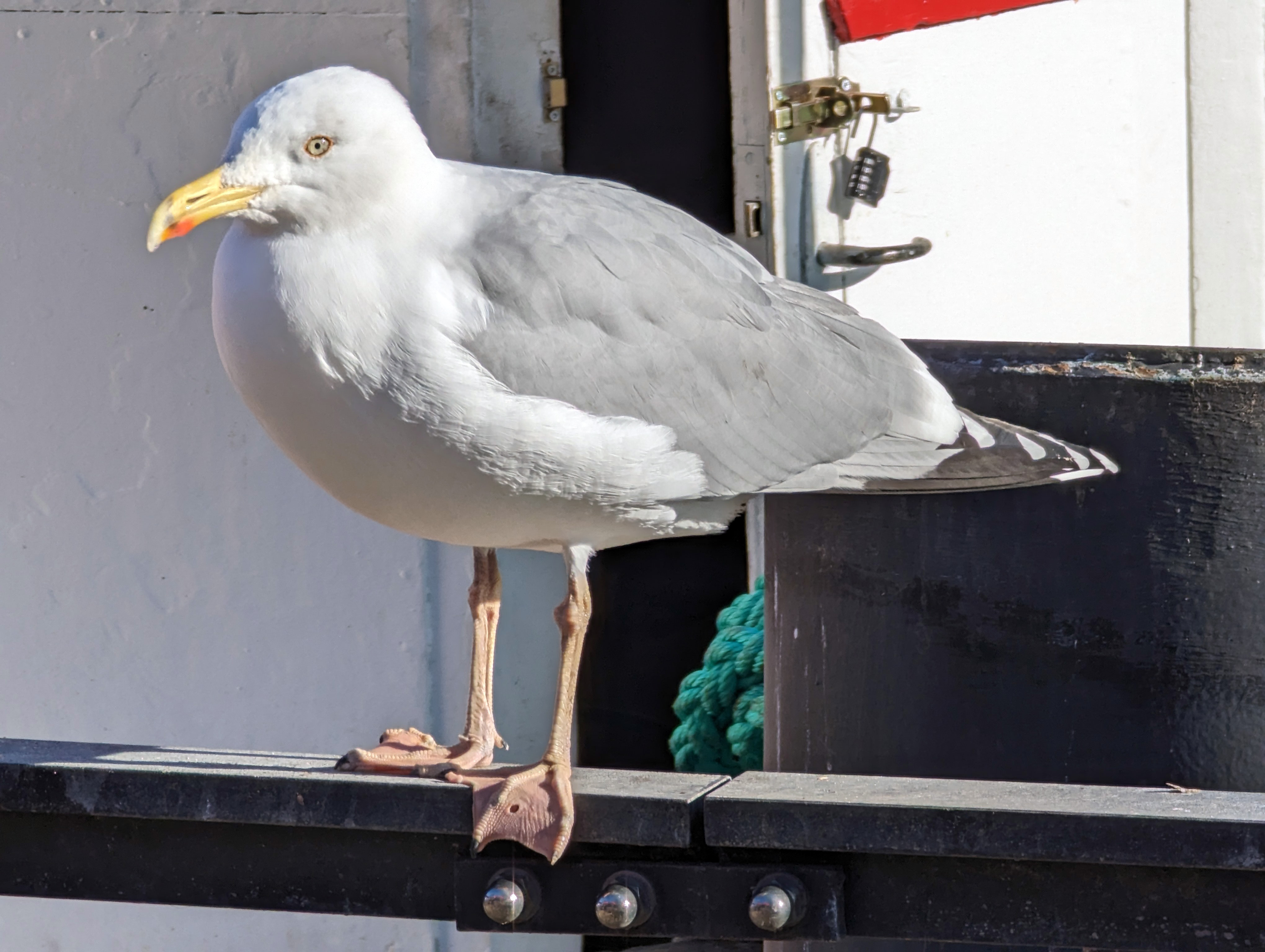
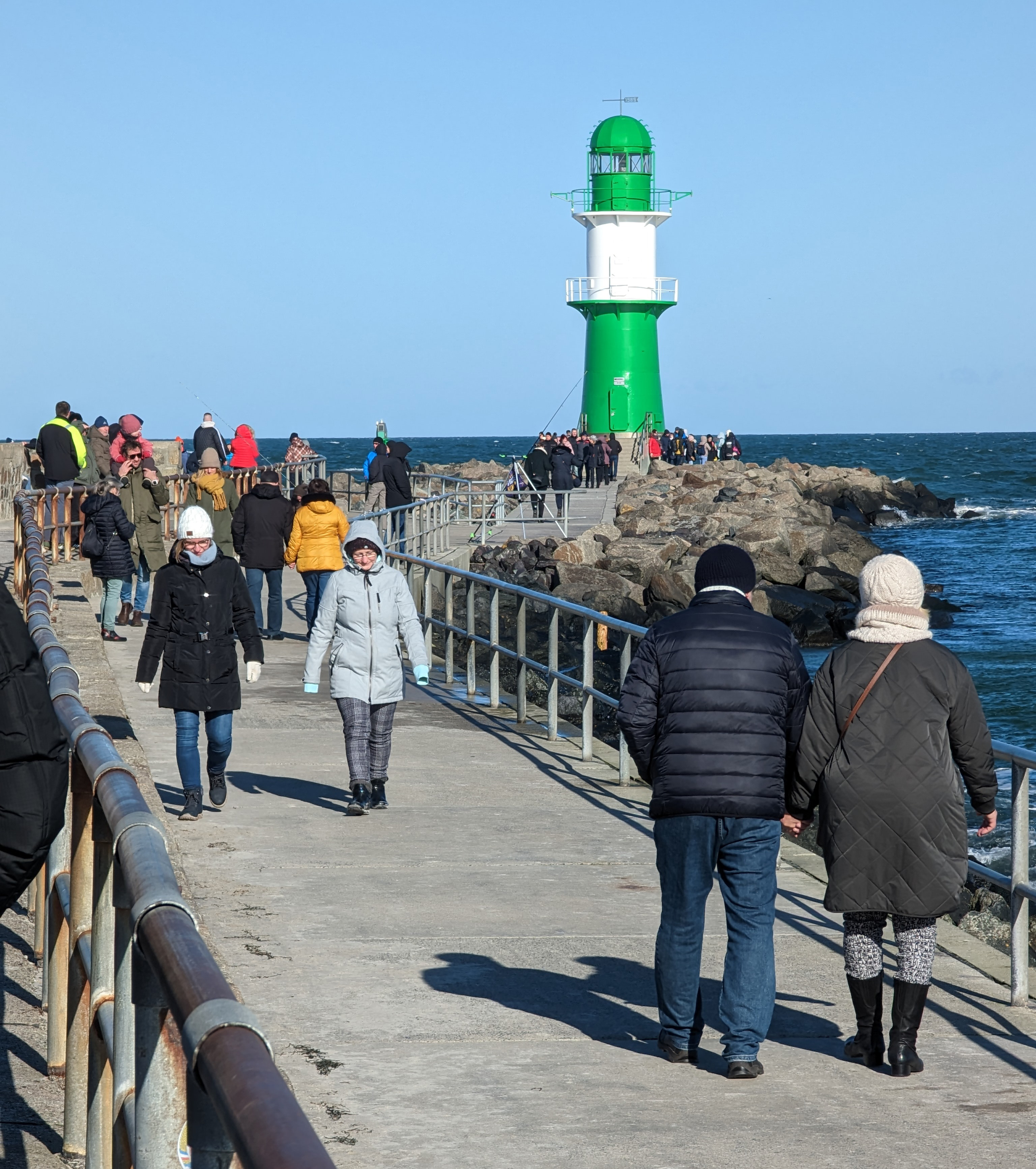
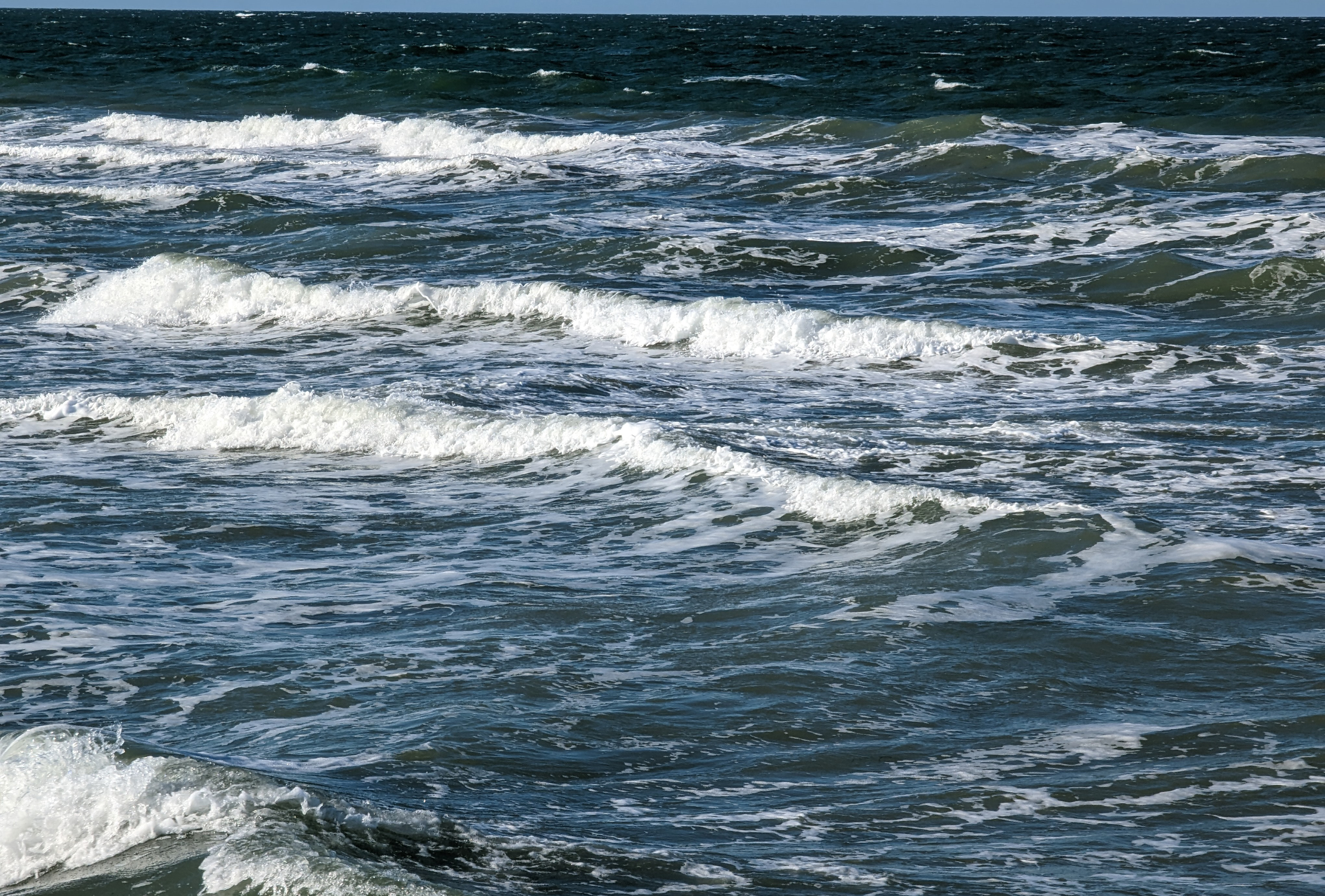
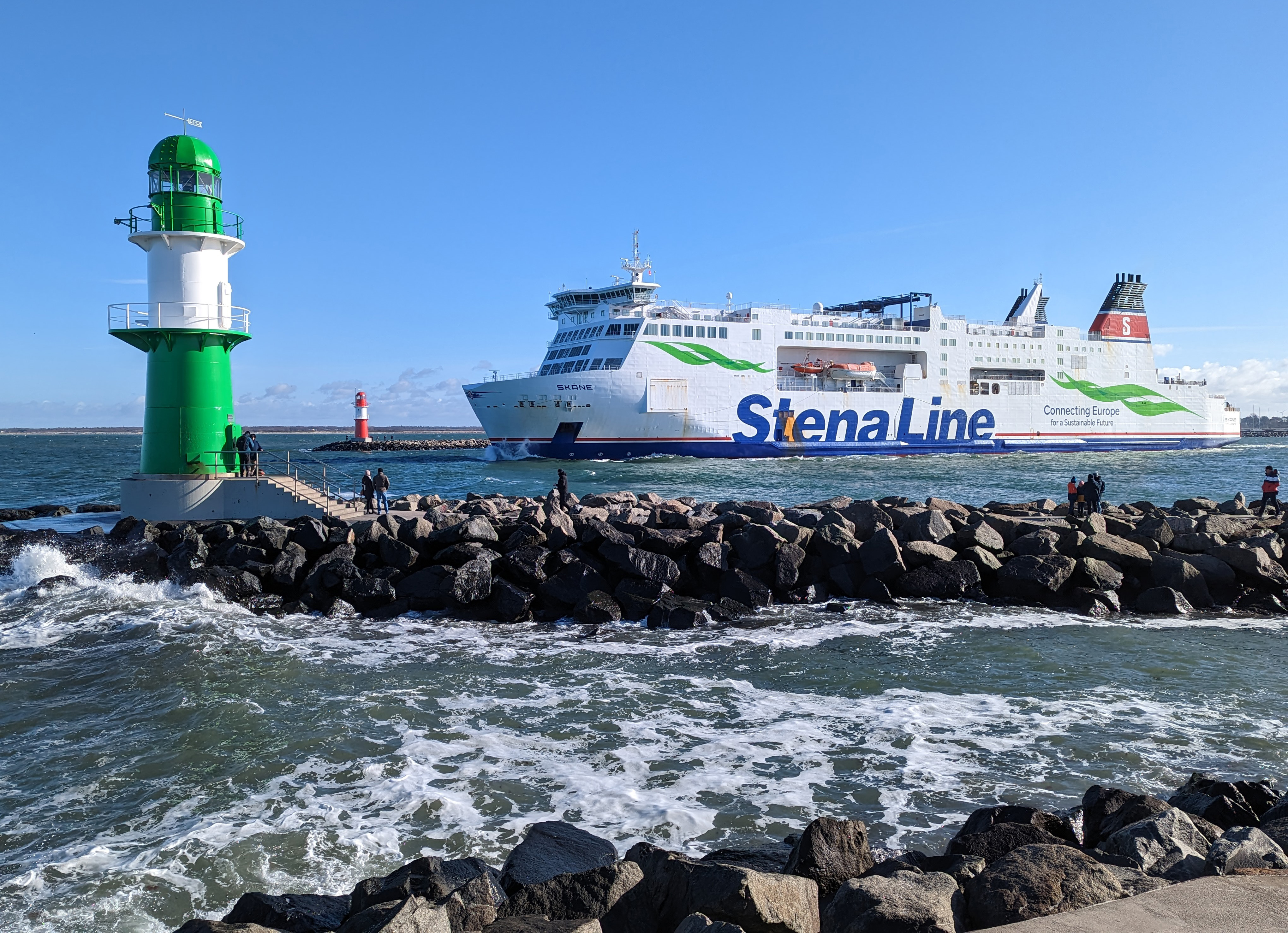
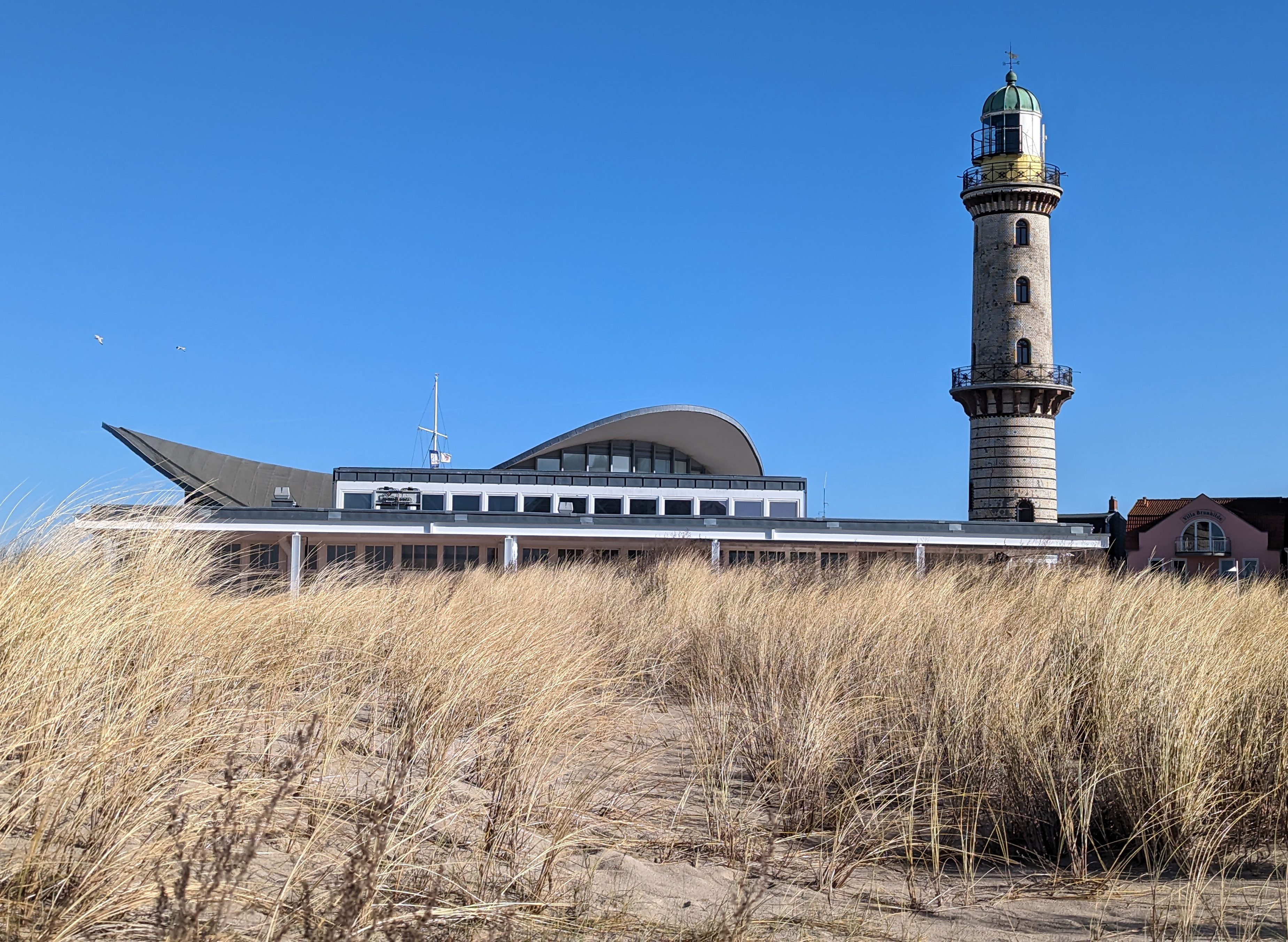
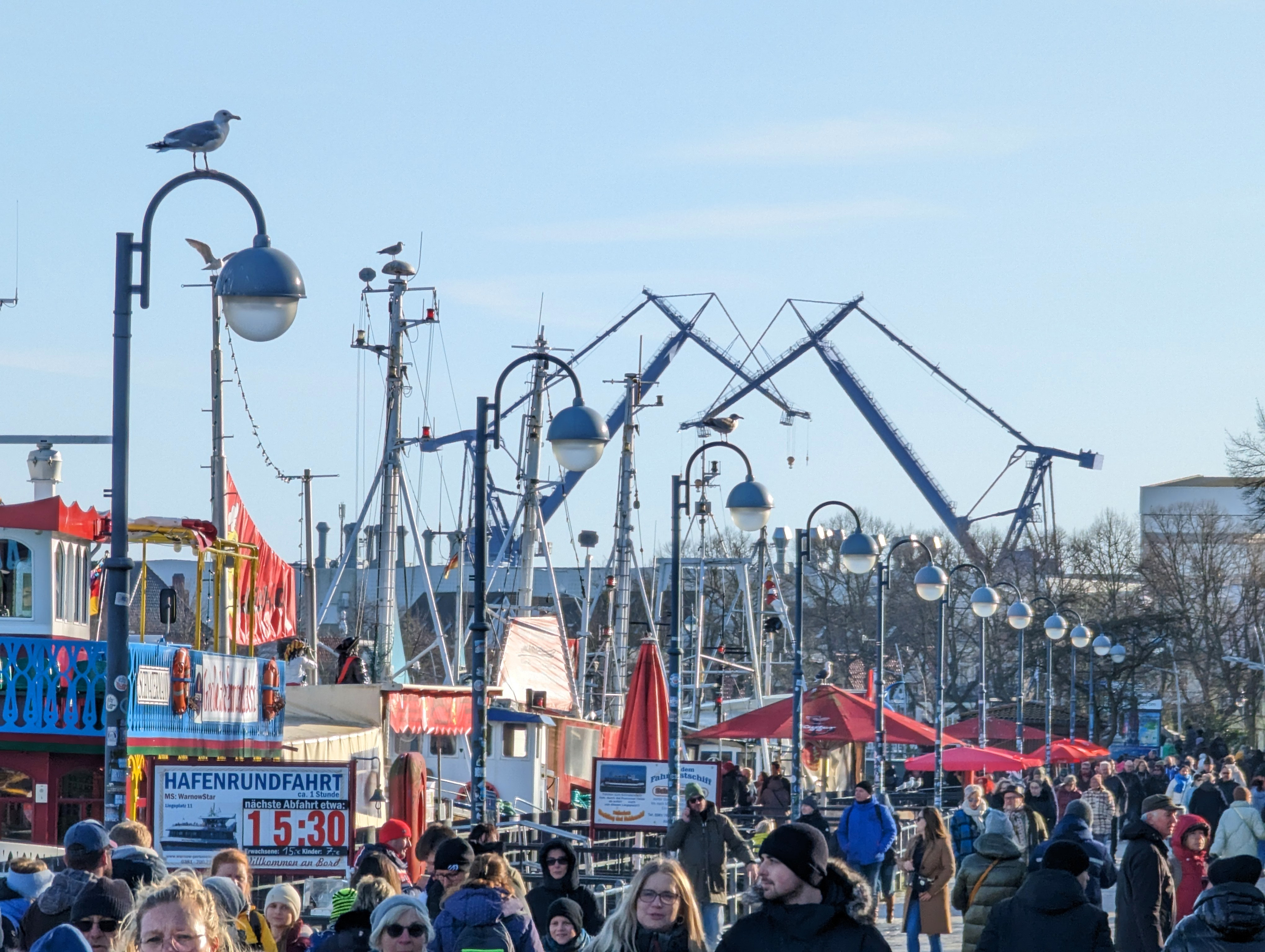